# Aldebaran
Az Aldebaran (α Tauri, Alpha Tauri) a Bika csillagképben található, annak a főcsillaga - „a bika szeme”.
Az Aldebaran arab név, jelentése: „a követő”. Ez talán abból ered, hogy a hét nővért, vagyis a Plejádokat követi.
A legfényesebb csillagok közül neki van a legmélyebb narancsszíne a K-színképosztályban, de nem annyira vörös, mint az M osztály csillagai (mint például a Betelgeuze).
Az Aldebaran volt a Földről látható legfényesebb csillag az elmúlt egymillió évben (jelenleg sorrendben a tizenharmadik). Az Aldebaran nagyobb sebességgel távolodik tőlünk, mint bármely más, első fényrendű csillag (valójában gyorsabban távolodik, mint a 300 legfényesebb csillag közül bármelyik).
Az Aldebaran 320 000 évvel ezelőtt volt a legközelebb a Földhöz, és ekkor volt a legfényesebb is, a számítások szerint -1,m54 értékkel. Távolsága akkor 21,5 fényév volt.
Az Aldebaran kapcsolatba hozható más égi objektumokkal.
- Az Aldebaran az egyetlen első fényrendű csillag, ami egy csillagcsoportosulás előtt látható (ez a Hyadok nyílthalmaz).
- A Hyadok főbb csillagaival V-betűt formáz, ami a bika fejét adja ki, az Aldebaran a bika szemét jelképezi.
- Nem messze nyugati irányban az Aldebarantól található a szabad szemmel is jól látható Plejádok, ami sűrűbb csillagcsoport.
- Az Aldebaran kapcsolatba hozható a Szíriusszal, mert az Orion-öv két végénél helyezkednek el: a Szíriusz fényesebb, de alacsonyabban van, az Aldebaran kevésbé fényes, de magasabban látható. Látszó távolságuk az Orion-övtől nagyjából azonos.
- A Spica, Antares és Regulus mellett az Aldebaran az a négy első fényrendű csillag, amiket a Hold látszó mozgása következtében elfedhet (ebben a történelmi időszakban). Közülük az Aldebaran a legfényesebb. Ezzel a második legfényesebb csillag, amit el tud takarni a Hold (a legfényesebb csillag a Nap). Ebből következően az éjszakai égbolton az Aldebaran a legfényesebb csillag, amelyet a Hold elfedhet.

## Leírása

Az Aldebaran és a Nap méretarányos ábrázolása

K-színképosztályú csillag, enyhén narancsszínű. Felszíni hőmérséklete 4000-4700 K közötti. Spektruma gyenge hidrogén- és erős fémvonalakat mutat, szénhidrogén sávokkal.
Hasonló spektrumú például az Arcturus.
Sajátmozgása 2000 év alatt 7 ívperc, ami nagyjából a Hold átmérője negyedrészének felel meg. Sebessége 54 km/s.
Fényessége és nagysága növekedőben van, mivel már elhasználta hidrogén-fűtőanyagát, és héliumátalakulás megy végbe benne. Átmérője a Napénak negyvenszerese.

## Történetei
A Bika csillagkép története régebbi időkre nyúlik vissza a görögökénél. Kb. 4000 évvel időszámításunk előtt ez jelezte a tavaszpontot.
A legismertebb történet szerint a bika Zeuszt jelképezi, aki Európát akarta elrabolni, de egy másik történet szerint a bika a vadász, Orion elől menekül, aki kutyáival üldözi. Az Aldebaran vöröses színe a dühös bika vérben forgó szemét szimbolizálja.
Polinézia bennszülöttei szerint a Plejádok valamikor egyetlen csillag volt, a legfényesebb, fényessége olyan volt, mint a félholdé. A Plejád-csillag kérkedett a szépségével, és ezt meghallotta Tane isten. Tane dühös lett a hencegés miatt, és Mere (Szíriusz) és Aumea
(Aldebaran) segítségéhez folyamodott a csillag megbüntetéséhez. A fényes Plejád-csillag meghallotta a három szövetséges közeledését és elmenekült, először a Tejút alatt, de Mere felfedezte. Újból elmenekült, ekkor Mere megragadta Aumeát (Aldebaran), és olyan erővel dobta a Plejád-csillagra, hogy az hat darabra hullott. Tane elégedett volt és Mere (Szíriusz) is, aki ezek után az égbolt legfényesebb csillaga lett. Aumea is örült, hogy a fényét többé nem homályosítja el a majdnem Hold-fényességű csillag.
Az Aldebaran egyike volt a négy csillagnak, amit a perzsa csillagászok kiválasztottak i.e. 3000 körül, az évszakok kezdetének jelzésére. Ezek voltak a „királyi csillagok” vagy „az égbolt őrzői”. Bár nem ezek voltak a legfényesebbek, azért esett rájuk a választás, mert körülbelül 6 óra távolságra vannak egymástól (rektaszcenzió).
- Aldebaran (perzsa neve Tascheter): márciusban a tavaszpont iránya
- Regulus: nyári napforduló
- Antares: őszpont
- Fomalhaut: téli napforduló

## Láthatósága
Az Aldebaran egészen november közepéig nem kel fel este 6 előtt (közép-európai idő szerint). Kicsivel a Plejádok után jön fel, kelettől enyhén észak felé. November közepétől este 8 után a Rigellel és a Betelgeuze-vel együtt látszódik keleten, ekkor az Orion öve függőlegesen látszik. A csillag már július elején felbukkan, akkor közvetlenül napkelte előtt látható. Láthatósága május elejéig tart, akkor már csak az esti szürkületben, közvetlenül napnyugta után figyelhető meg.
Deklinációja szerint 16°31´-cel van északra az égi Egyenlítőtől, így a déli szélesség 73°29´-es szélességi körétől délre eső területek kivételével az egész Földről látható, az északi félgömbön az szintén a 73°29´-es szélességi körtől északra levő területeken cirkumpoláris, bár a nyári napforduló környékén nem látszódik, mert az ilyenkor (a sarkponton fél évig) le nem nyugvó Nap fénye túlragyogja.

## Érdekességek
1718-ban Edmund Halley azt találta, hogy három csillag pozíciója (Arcturus, Szíriusz és Aldebaran) kissé különböznek az ókori csillagkatalógusok adataitól. Ennek az eltérésnek az alapján fedezte fel a csillagok sajátmozgását.